# Halfway Between the Gutter and the Stars
Halfway Between The Gutter And The Stars — третій студійний альбом Фетбой Сліма. Випущений британським музичним лейблом Skint Records 6 листопада 2000 року. У Сполучених Штатах реліз альбому був здійснений на наступний день лейблом Astralwerks. Для участі у створенні альбому були запрошені такі музиканти та виконавці, як Бутсі Коллінз, Роджер Санчез, Месі Грей, Ешлі Слейтер, Роланд Кларк, можна почути також легендарного Джима Моррісона. Цього разу назва альбому — не рекламний девіз, а слова лорда Дарлінгтона із комедії Оскара Вайльда «Віяло леді Вандермеєр» — «We are all in the gutter, but some of us are looking at the stars».

## Трекліст
1. «Talkin' Bout My Baby|Talking 'Bout My Baby» (Ентоні / Брікьюс / Холл / Хірш / Росс / Слім) — 3:43
2. «Star 69 / Weapon of Choice|Star 69» (Кларк / Слім) — 5:43
3. «Sunset (Bird of Prey)» (Денсмор / Крігер / Манзарек / Морісон / Слім) — 6:49
4. «Love Life» (with Macy Gray) — 6:58
5. «Song for Shelter / Ya Mama|Ya Mama» (Катлесс / Фінлі / Гекстелсміт / Гайсмен / Слім / Сміт) — 5:38
6. «Mad Flava» (Фетбой Слім) — 4:33
7. «Retox (song) / Retox» (with Ashley Slater) — 5:17
8. «Star 69 / Weapon of Choice|Weapon of Choice» (with Bootsy Collins) — 5:45
9. «Drop the Hate» (Фетбой Слім) — 5:30
10. «Demons (Фетбой Слім)|Demons» (with Macy Gray) — 6:52
11. «Song for Shelter / Ya Mama|Song for Shelter» (with Roland Clark and Roger Sanchez) — 11:26